# 6098 Мутодзюнкю
6098 Мутодзюнкю (6098 Mutojunkyu) — астероїд головного поясу, відкритий 31 жовтня 1991 року.
Тіссеранів параметр щодо Юпітера — 3,604.
Названо на честь Муто Дзюнкю (яп. むとう・じゅんきゅう(武藤順九) муто: дзюнкю:)